# 花头黄
花头黄（学名：Dendrocalamopsis oldhami f. revoluta）为禾本科绿竹属绿竹下的一个变型。

## 扩展阅读
- 維基物種上的相關：花头黄